# Campionati del mondo di winter triathlon del 2018
I Campionati del mondo di winter triathlon del 2018 (XXI edizione) si sono tenuti a Cheile Gradistei in Romania, in data 26 gennaio 2018.
Tra gli uomini ha vinto il russo Pavel Andreev. Tra le donne ha trionfato la russa Yulia Surikova.
La gara junior ha visto trionfare il russo Kirill Drozdov e la connazionale Alexandra Levkovich.
Il titolo di Campione del mondo di winter triathlon della categoria under 23 è andato al norvegese Eirik Bruland. Tra le donne si è aggiudicata il titolo di Campionessa del mondo di winter triathlon della categoria under 23 la russa Nadezhda Belkina.
La staffetta mista ha visto trionfare la squadra russa sia nella competizione élite che in quella junior.

## Risultati

### Élite uomini
| Pos. | Atleta                     | Paese       | Corsa    | Bici     | Sci      | Totale   |
| ---- | -------------------------- | ----------- | -------- | -------- | -------- | -------- |
|      | Pavel Andreev              | Russia      | 00:31:41 | 00:36:45 | 00:23:32 | 01:33:37 |
|      | Pavel Yakimov              | Russia      | 00:32:04 | 00:37:28 | 00:24:27 | 01:35:15 |
|      | Marek Rauchfuss            | Rep. Ceca   | 00:31:46 | 00:36:26 | 00:25:48 | 01:35:31 |
| 4    | Daniel Antonioli           | Italia      | 00:31:39 | 00:38:05 | 00:24:57 | 01:36:05 |
| 5    | Giuseppe Lamastra          | Italia      | 00:33:38 | 00:35:50 | 00:25:10 | 01:36:06 |
| 6    | Oivind Bjerkseth           | Norvegia    | 00:32:10 | 00:36:16 | 00:26:18 | 01:36:23 |
| 7    | Dmitriy Bregeda            | Russia      | 00:31:42 | 00:36:46 | 00:26:46 | 01:36:25 |
| 8    | Eirik Bruland              | Norvegia    | 00:33:31 | 00:37:18 | 00:25:15 | 01:37:55 |
| 9    | Viorel Palici              | Romania     | 00:31:43 | 00:39:23 | 00:25:41 | 01:38:22 |
| 10   | Evgeny Kirillov            | Russia      | 00:32:54 | 00:38:27 | 00:27:44 | 01:40:22 |
| 11   | Roman Vasin                | Russia      | 00:33:31 | 00:38:43 | 00:26:55 | 01:40:29 |
| 12   | Cristian Mosoia            | Romania     | 00:31:35 | 00:41:38 | 00:26:13 | 01:41:00 |
| 13   | Tomas Jurkovic             | Slovacchia  | 00:33:10 | 00:38:12 | 00:28:30 | 01:41:13 |
| 14   | Kristian Monsen            | Norvegia    | 00:32:00 | 00:40:26 | 00:27:06 | 01:41:22 |
| 15   | Aleksandr Vasilev          | Russia      | 00:32:43 | 00:41:06 | 00:27:44 | 01:42:56 |
| 16   | Kirill Tarakanov           | Russia      | 00:32:05 | 00:41:43 | 00:28:57 | 01:44:11 |
| 17   | Anton Matrusov             | Russia      | 00:34:49 | 00:41:58 | 00:28:41 | 01:46:46 |
| 18   | Bogdan Damian              | Romania     | 00:33:48 | 00:42:40 | 00:29:31 | 01:47:24 |
| 19   | Florin Ungureanu           | Romania     | 00:35:10 | 00:44:13 | 00:26:33 | 01:47:40 |
| 20   | Tomas Kubek                | Slovacchia  | 00:35:42 | 00:39:25 | 00:30:38 | 01:47:52 |
| 21   | Davide Vuerich             | Italia      | 00:36:23 | 00:41:19 | 00:28:56 | 01:48:35 |
| 22   | Dmitriy Pilyugin           | Russia      | 00:37:07 | 00:40:46 | 00:29:49 | 01:49:01 |
| 23   | Andrei Dobdin              | Russia      | 00:35:33 | 00:43:38 | 00:29:32 | 01:50:17 |
| 24   | Stefan Gavrila             | Romania     | 00:35:13 | 00:48:28 | 00:25:43 | 01:51:22 |
| 25   | Jesús Alberto García Colas | Spagna      | 00:35:53 | 00:43:26 | 00:31:03 | 01:52:14 |
| 26   | Vladislav Karasek          | Rep. Ceca   | 00:38:49 | 00:41:43 | 00:31:33 | 01:54:45 |
| 27   | Ian Pliutinskii            | Russia      | 00:35:10 | 00:46:24 | 00:33:03 | 01:56:10 |
| 28   | Aliaksandr Knatsko         | Bielorussia | 00:34:47 | 00:49:04 | 00:33:07 | 01:59:34 |
| 29   | Adrian Cojanelu            | Romania     | 00:38:30 | 00:53:24 | 00:29:49 | 02:04:40 |
| 30   | Danut Munteanu             | Romania     | 00:36:10 | 00:52:50 | 00:34:53 | 02:05:42 |

### Élite donne
| Pos. | Atleta              | Paese      | Corsa    | Bici     | Sci      | Totale   |
| ---- | ------------------- | ---------- | -------- | -------- | -------- | -------- |
|      | Yulia Surikova      | Russia     | 00:34:39 | 00:43:28 | 00:28:28 | 01:47:51 |
|      | Helena Erbenová     | Rep. Ceca  | 00:35:34 | 00:43:00 | 00:28:54 | 01:49:21 |
|      | Romana Slavinec     | Austria    | 00:35:00 | 00:47:37 | 00:29:52 | 01:53:32 |
| 4    | Kristina Lapinova   | Slovacchia | 00:35:24 | 00:48:49 | 00:31:07 | 01:56:53 |
| 5    | Nadezhda Belkina    | Russia     | 00:36:12 | 00:48:24 | 00:33:21 | 01:59:46 |
| 6    | Sarka Grabmullerova | Rep. Ceca  | 00:38:41 | 00:52:57 | 00:30:45 | 02:04:15 |
| 7    | Daria Rogozina      | Russia     | 00:34:54 | 01:02:04 | 00:26:55 | 02:05:30 |
| 8    | Edith Vakaria       | Romania    | 00:37:12 | 00:57:33 | 00:32:06 | 02:08:31 |
| 9    | Marina Ladiashkina  | Russia     | 00:37:46 | 00:58:14 | 00:30:27 | 02:08:33 |
| 10   | Anna Swoboda        | Austria    | 00:41:03 | 00:53:08 | 00:36:13 | 02:12:06 |
| 11   | Maria Luiza Rasina  | Romania    | 00:41:29 | 01:09:00 | 00:38:28 | 02:30:46 |

### Under 23 uomini
| Pos. | Atleta            | Paese    | Corsa    | Bici     | Sci      | Totale   |
| ---- | ----------------- | -------- | -------- | -------- | -------- | -------- |
|      | Eirik Bruland     | Norvegia | 00:33:31 | 00:37:18 | 00:25:15 | 01:37:55 |
|      | Aleksandr Vasilev | Russia   | 00:32:43 | 00:41:06 | 00:27:44 | 01:42:56 |
|      | Kirill Tarakanov  | Russia   | 00:32:05 | 00:41:43 | 00:28:57 | 01:44:11 |
| 4    | Anton Matrusov    | Russia   | 00:34:49 | 00:41:58 | 00:28:41 | 01:46:46 |
| 5    | Florin Ungureanu  | Romania  | 00:35:10 | 00:44:13 | 00:26:33 | 01:47:40 |
| 6    | Davide Vuerich    | Italia   | 00:36:23 | 00:41:19 | 00:28:56 | 01:48:35 |
| 7    | Dmitriy Pilyugin  | Russia   | 00:37:07 | 00:40:46 | 00:29:49 | 01:49:01 |
| 8    | Ian Pliutinskii   | Russia   | 00:35:10 | 00:46:24 | 00:33:03 | 01:56:10 |
| 9    | Danut Munteanu    | Romania  | 00:36:10 | 00:52:50 | 00:34:53 | 02:05:42 |

### Under 23 donne
| Pos. | Atleta             | Paese   | Corsa    | Bici     | Sci      | Totale   |
| ---- | ------------------ | ------- | -------- | -------- | -------- | -------- |
|      | Nadezhda Belkina   | Russia  | 00:36:12 | 00:48:24 | 00:33:21 | 01:59:46 |
|      | Daria Rogozina     | Russia  | 00:34:54 | 01:02:04 | 00:26:55 | 02:05:30 |
|      | Edith Vakaria      | Romania | 00:37:12 | 00:57:33 | 00:32:06 | 02:08:31 |
| 4    | Anna Swoboda       | Austria | 00:41:03 | 00:53:08 | 00:36:13 | 02:12:06 |
| 5    | Maria Luiza Rasina | Romania | 00:41:29 | 01:09:00 | 00:38:28 | 02:30:46 |

### Junior uomini
| Pos. | Atleta               | Paese      | Corsa    | Bici     | Sci      | Totale   |
| ---- | -------------------- | ---------- | -------- | -------- | -------- | -------- |
|      | Kirill Drozdov       | Russia     | 00:13:13 | 00:16:33 | 00:10:25 | 00:41:44 |
|      | Davide Ingrilli      | Italia     | 00:13:31 | 00:17:12 | 00:11:01 | 00:42:21 |
|      | Aleksandr Vasilev    | Russia     | 00:13:12 | 00:17:32 | 00:10:36 | 00:42:41 |
| 4    | Mario Kosut          | Slovacchia | 00:13:14 | 00:18:54 | 00:11:32 | 00:45:13 |
| 5    | Leonord Stefan Hincu | Romania    | 00:15:21 | 00:20:26 | 00:11:47 | 00:49:50 |
| 6    | Nicolae Hincu        | Romania    | 00:16:57 | 00:20:03 | 00:13:21 | 00:52:53 |
| 7    | Botond Zoldi         | Romania    | 00:16:29 | 00:21:51 | 00:15:42 | 00:55:50 |

### Junior donne
| Pos. | Atleta               | Paese      | Corsa    | Bici     | Sci      | Totale   |
| ---- | -------------------- | ---------- | -------- | -------- | -------- | -------- |
|      | Alexandra Levkovich  | Russia     | 00:16:09 | 00:19:34 | 00:12:23 | 00:49:45 |
|      | Polina Tarakanova    | Russia     | 00:15:05 | 00:21:52 | 00:13:04 | 00:51:34 |
|      | Rebeka Gabcikova     | Slovacchia | 00:14:41 | 00:22:17 | 00:12:49 | 00:51:48 |
| 4    | Lydia Drahovska      | Slovacchia | 00:16:41 | 00:20:33 | 00:15:09 | 00:53:04 |
| 5    | Anna Kemenes         | Romania    | 00:18:19 | 00:24:53 | 00:13:41 | 00:59:16 |
| 6    | Evelin Vivien Laczko | Romania    | 00:17:17 | 00:28:46 | 00:13:43 | 01:02:19 |
| 7    | Justine Vuillet      | Romania    | 00:20:10 | 00:32:39 | 00:19:00 | 01:13:45 |

## Medagliere
| Pos. | Paese      | Oro | Argento | Bronzo |    |
| ---- | ---------- | --- | ------- | ------ | -- |
| 1    | Russia     | 5   | 4       | 2      | 11 |
| 2    | Norvegia   | 1   | 0       | 0      | 1  |
| 3    | Rep. Ceca  | 0   | 1       | 1      | 2  |
| 4    | Italia     | 0   | 1       | 0      | 1  |
| 5    | Austria    | 0   | 0       | 1      | 1  |
| 5    | Romania    | 0   | 0       | 1      | 1  |
| 5    | Slovacchia | 0   | 0       | 1      | 1  |

## Staffetta mista

### Élite
| Pos. | Atleta                                                                | Paese      | 1 frazione | 2 frazione | 3 frazione | 4 frazione | Totale   |
| ---- | --------------------------------------------------------------------- | ---------- | ---------- | ---------- | ---------- | ---------- | -------- |
|      | Daria Rogozina Pavel Yakimov Yulia Surikova Pavel Andreev             | Russia     | 00:21:08   | 00:18:35   | 00:22:07   | 00:20:00   | 01:21:48 |
|      | Helena Erbenová Vladislav Karasek Sarka Grabmullerova Marek Rauchfuss | Rep. Ceca  | 00:22:01   | 00:21:04   | 00:24:11   | 00:18:43   | 01:25:58 |
|      | Kristina Lapinova Tomas Jurkovic Rebeka Gabcikova Tomas Kubek         | Slovacchia | 00:23:03   | 00:18:52   | 00:24:32   | 00:20:44   | 01:27:10 |

### Junior
| Pos. | Atleta                                                                 | Paese   | 1 frazione | 2 frazione | 3 frazione | 4 frazione | Totale   |
| ---- | ---------------------------------------------------------------------- | ------- | ---------- | ---------- | ---------- | ---------- | -------- |
|      | Polina Tarakanova Aleksandr Vasilev Alexandra Levkovich Kirill Drozdov | Russia  | 00:25:28   | 00:20:25   | 00:24:04   | 00:21:20   | 01:31:16 |
|      | Anna Kemenes Nicolae Hincu Evelin Vivien Laczko Leonord Stefan Hincu   | Romania | 00:28:00   | 00:25:16   | 00:30:12   | 00:24:38   | 01:48:04 |